# Spartaco Astolfi Filho
Spartaco Astolfi Filho é um pesquisador brasileiro da área de biotecnologia  e professor emérito da Universidade Federal do Amazonas. 
Ele foi coordenador da Rede da Amazônia Legal de Pesquisa Genômica (Realgene), que desenvolveu, entre outras coisas, estudos sobre o genoma do guaraná.  
É um dos pioneiros da biologia molecula no Brasil, tendo desenvolvido na década de 80, na Universidade de Brasília (UnB),  tecnologias usando engenharia genética para produção de insulina.  O processo de produção foi licenciado para uma empresa russa, com royalties para a UnB. 
No ano de 2000, recebeu a Medalha do Mérito Científico e Tecnológico do Estado de São Paulo por sua participação no sequenciamento do genoma da bactéria Xylella fastidiosa. 
Na Universidade Federal do Amazonas, gere um grupo de pesquisa na área de biotecnologia, tendo coordenado uma equipe do Amazonas para a competição iGEM, tendo sido "o primeiro grupo de pesquisa do Amazonas a receber apoio financeiro usando emendas parlamentares".  Durante a pandemia de coronavírus, recebeu verba de quatrocentos mil reais da Fundação de Amparo à Pesquisa do Estado do Amazonas (Fapeam) para desenvolver pesquisas com o diagnóstico de SARS-CoV-2. 
O professor também fez parte da equipe de consultoria científica da empresa Cristália. 